# Cynthia Ozick
Cynthia Ozick (ur. 17 kwietnia 1928 w Nowym Jorku) – amerykańska pisarka, córka żydowskich emigrantów z Rosji.
Autorka powieści dotyczących życia i tradycji amerykańskich Żydów, a także opowiadań i kolekcji esejów krytyczno-literackich. Wśród jej powieści znajduje się Mesjasz ze Sztokholmu, którego akcja obraca się wokół zaginionej powieści Brunona Schulza.
Ozick zdobyła nagrody literackie: National Endowment for the Arts fellowship (1968), American Academy of Arts Award for Literature (1973), Stypendium Guggenheima (1982) oraz nagrody Amerykańskiego PEN Clubu: PEN/Diamonstein-Spielvogel Award (1997), PEN/Malamud Award i PEN/Nabokov Award (obydwie w 2008).

## Twórczość
- Trust (1966)
- The Pagan Rabbi, and Other Stories (1971)
- Bloodshed and Three Novellas (1976)
- Levitation: Five Fictions (1982)
- Art & Ardor (1983)
- The Cannibal Galaxy (1983)
- Rosa (1983)
- Seymour: An American Muse (1985)
- The Messiah of Stockholm (1987); Mesjasz ze Sztokholmu (wydanie polskie 1994, w przekładzie Jerzego Łozińskiego)
- Metaphor & Memory (1989)
- The Shawl (1989)
- What Henry James Knew: And Other Essays on Writers (1993)
- Fame & Folly (1996)
- Selections (1996)
- The Puttermesser Papers (1997); Puttermesser (wydanie polskie 2006, w przekładzie Aleksandry Górskiej)
- Quarrel & Quandary (2000)[1]
- Heir to the Glimmering World (2004); Dziedzic migotliwego świata (wydanie polskie 2005, w przekładzie Ewy Penksyk-Kluczkowskiej)